# Somerset Butler (3e comte de Carrick)
Somerset Richard Butler, 3e comte de Carrick (28 septembre 1779 - 4 février 1838) est un pair irlandais.

## Biographie
Il est le fils de Henry Butler (2e comte de Carrick) et Sarah Taylor. À la mort de son père, le 20 juillet 1813, il devient 3e comte de Carrick et 10e vicomte Ikerrin. Il est pair représentant irlandais de 1819 à 1838.
Il se marie deux fois, le 1er septembre 1811, avec Anne Wynne, fille d'Owen Wynne et de Sarah Cole. Ils ont deux enfants.
- Anne Margaret Butler (22 octobre 1829 - 15 mai 1901) épouse George Whitelocke Whitelocke-Lloyd[1]
- Sarah Juliana Butler (29 juillet 1812 - 28 avril 1905) épouse William Trench (3e comte de Clancarty)

Il se marie ensuite le 12 février 1833 à Lucy French, troisième fille d'Arthur French. Ils ont trois enfants.
- Lucy Maria Butler (décédée le 25 juillet 1896)
- Henry Thomas Butler, 4e comte de Carrick est décédé à l'âge de 12 ans (19 février 1834 - 16 avril 1846 Cheam, Surrey, Angleterre)
- Somerset Arthur Butler, 5e comte de Carrick (30 janvier 1835 - 22 décembre 1901)